# Don't Tell Me (canción de Madonna)
«Don't Tell Me» es el segundo sencillo del álbum Music de la cantante pop estadounidense Madonna publicado el 21 de noviembre de 2000 mundialmente, mientras que en Estados Unidos se publicó el 16 de enero de 2001. La canción escrita por Madonna, Mirwais Ahmadzaï y Joe Henry (cuñado de Madonna) obtuvo un gran éxito  en las listas de popularidad, aunque no se puede comparar con el exitoso anterior sencillo «Music».

## Información general

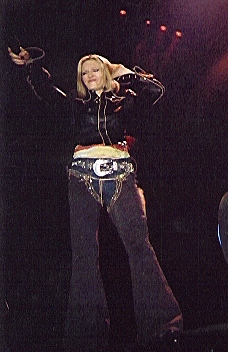
Madonna cantando la canción en su quinta gira musical, Drowned World Tour.

«Don't Tell Me» originalmente fue compuesta por Joe Henry, el cuñado de Madonna. Joe grabó la canción con su propia voz titulándola simplemente «Stop», como parte de su álbum publicado en 2001 llamado Scar. Su esposa, Melanie (hermana de Madonna), envió un demo de la canción a su hermana, quien grabó su propia versión con la ayuda de Mirwais Ahmadzaï. Lizz Wright grabó una versión de «Stop» agregándole estilos de música jazz como parte de su álbum publicado en 2005 llamado Dreaming Wide Awake.
«Don't Tell Me» causó una gran confusión entre los fanes que obtuvieron las primeras copias del álbum Music cuando este fue publicado en el 2000; debido al sonido cortado de guitarra que se puede escuchar al comienzo de la canción, algunos pensaron que era el mal funcionamiento del disco, por lo que pidieron reembolso por el CD, más tarde se entendió que la canción tenía ese sonido intencionalmente.
En 2003 los fanes de Madonna fueron invitados a votar por las mejores 20 canciones de Madonna de todos los tiempos según la revista Q-Magazine. «Don't Tell Me» fue posicionada en el puesto n.º 13.
En 2005, la canción ocupó el puesto n.º 285 en el conteo The 500 Greatest Songs Since You Were Born de la revista Blender Magazine.
«Don't Tell Me» es una de las canciones que se incluyeron en el segundo álbum grandes éxitos de Madonna: GHV2.

## Vídeo musical
El video musical de «Don't Tell Me» fue dirigido por Jean-Baptiste Mondino y filmado en octubre de 2000. En este, Madonna camina en un desierto, usando vestimenta con estilos escoceses y vaqueros. Las cámaras alejan el zoom al tiempo en el que podemos ver como se hace realmente un video musical (telones verdes, máquinas de viento, etc). Más tarde Madonna aparece acompañada de cuatro bailarines masculinos poniendo en manifiesto las costumbres de vaquera, ejecutando una coreografía de baile con rutina en línea. Esta coreografía estuvo a cargo de Alex Magno, quien también colaboró en su gira Drowned World Tour. Esta gira estuvo diseñada por Dsquared y Arianne Phillips quienes también diseñaron la imagen de vaquera del video.
Existe otra versión del mismo, llamada Dan-O-Rama Remix con las mismas imágenes que la versión original pero con tonos rojizos y anaranjados.

### Créditos del vídeo
- Director: Jean-Baptiste Mondino
- Productor: Maria Gallagher
- Director de Fotografía: Alex Barber
- Editor: Angus Wall
- Compañía Productora: DNA Inc.

## Formatos
Estados Unidos 7" Vinilo/CD Single
1. «Don't Tell Me» (Álbum Versión) 4:40
2. «Don't Tell Me» (Thunderpass' 2001 Hands In The Air Radio) 4:26

Estados Unidos 2 x 12" Vinilo
1. A1 «Don't Tell Me» (Timo Maas Mix) 6:55
2. A2 «Don't Tell Me» (Vission Remix) 7:52
3. B1 «Don't Tell Me» (Thunderpass' 2001 Hands In The Air Radio) 10:20
4. B2 «Don't Tell Me» (Vission Radio Mix) 3:38
5. C «Don't Tell Me» (Tracy Young Club Mix) 11:01
6. D1 «Don't Tell Me» (Victor Calderone Sensory Mix) 6:48
7. D2 «Don't Tell Me» (Thunderpuss' 2001 Hands In The Air Radio) 4:26

Estados Unidos Maxi CD
1. «Don't Tell Me» (Timo Maas Mix) 6:55
2. «Don't Tell Me» (Tracy Young Club Mix) 11:01
3. «Don't Tell Me» (Vission Remix) - 7:52
4. «Don't Tell Me» (Thunderpuss' 2001 Hands In The Air Anthem) 10:20
5. «Don't Tell Me» (Victor Calderone Sensory Mix) 6:48
6. «Don't Tell Me» (Vission Radio Mix) - 3:38
7. «Don't Tell Me» (Thunderpuss' 2001 Hands In The Air Radio) 4:26

Reino Unido CD Single 1
1. «Don't Tell Me» (Radio Edit) 4:10
2. «Cyber-Raga» 5:31
3. «Don't Tell Me» (Thunderpuss Club Mix) 7:53

Reino Unido CD Single 2
1. «Don't Tell Me» (Álbum Versión) 4:40
2. «Don't Tell Me» (Vission Remix) 7:52
3. «Don't Tell Me» <samll>(Thunderpuss Radio Mix) 3:40

Alemania CD Single
1. «Don't Tell Me» (Radio Edit) 4:10
2. «Cyber-Raga» 5:31

Japón Maxi-CD
1. «Don't Tell Me» (Radio Edit) 4:10
2. «Cyber-Raga» 5:31
3. «Don't Tell Me» (Thunderpuss Club Mix) 7:53
4. «Don't Tell Me» (Vission Remix) 7:52

## Versiones oficiales
- Álbum Versión (4:40)
- Radio Edit (4:10)
- Thunderpuss Club Mix (7:53)
- Thunderpuss Radio Mix (3:40)
- Thunderpuss' 2001 Hands In The Air Anthem (10:20)
- Thunderpuss' 2001 Hands In The Air Radio Mix (4:26)
- Thunderpuss' 2001 Tribe-A-Pella (8:31)
- Thunderdub (8:53)
- Thunderpuss Beats (5:02) (Sin publicar)
- Thunderpuss Anthem (6:00) (Incluido en el compilado Thunderpuss)
- Vission Remix/Richard Humpty Vission Remix (7:52)
- Vission Radio Mix / Richard Humpty Vission Radio Mix (3:48)
- Tracy Young Club Mix / Tracy Young Club Mix 1 (11:01)
- Tracy Young Club Mix 2 (11:08)
- Timo Maas Mix (6:56)
- Victor Calderone Sensory Mix (6:48)
- Dave Audé Funk Mix (7:57) (Sin publicar)

## Posición en las listas
«Don't Tell Me» se colocó en el puesto nº4 en el Billboard Hot 100 de Estados Unidos permaneciendo allí durante ocho semanas. Lo mismo ocurrió en la radio por tres meses consecutivos (su mayor éxito creciente desde «Take a Bow»), y también permaneció un largo tiempo en la lista Club-Play. A pesar de que solo permaneció una semana en el puesto nº1 (la mayoría de sus últimos sencillos se mantienen por lo menos dos semanas, incluso «Music» con cinco), permaneció catorce semanas en la lista, desplazando a «Music» y empatando con «Ray of Light» como la canción de Madonna que más tiempo permanece en la lista desde «Bedtime Story» en 1995. Además «Don't Tell Me» es la canción de Madonna más popular en la lista Adult Top 40, donde se posicionó en el puesto n.º 4, convirtiéndose en su único sencillo Top5 en esta lista.
La canción también fue muy exitosa en el resto del mundo, posicionándose en el Top5 en varios países. Fue un n.º 1 en Canadá, Nueva Zelanda e Irlanda, permaneciendo en esa posición durante tres semanas en este último.
«Don't Tell Me» alcanzó la cifra de 2 100 000 ejemplares vendidos en todo el mundo.

### Listas de popularidad
| América        |                               |          |
| País           | Lista                         | Posición |
| Argentina      | Top 100 Argentina             | 6        |
| Brasil         | Hot 100 Singles               | 1        |
| Chile          | Top 40 Singles                | 1        |
| Canadá         | Top 50 Singles                | 1        |
| Estados Unidos | Billboard Hot 100             | 4        |
| Estados Unidos | Billboard Singles Sales       | 1        |
| Estados Unidos | Billboard Hot Dance Club Play | 1        |
| Estados Unidos | Billboard Adult Top 40        | 4        |
| México         | Top 100 Singles               | 1        |
| Asia           |                               |          |
| País           | Lista                         | Posición |
| Japón          | Tokio Hot 100                 | 11       |
| Europa         |                               |          |
| País           | Lista                         | Posición |
| Bélgica        | Top 50 Singles                | 27       |
| Alemania       | Top 100 Singles               | 22       |
| Unión Europea  | Eurochart Hot 100 Singles     | 2        |
| Francia        | Top 100 Singles               | 16       |
| Reino Unido    | UK Top 75 Singles             | 4        |
| Países Bajos   | Mega Top 100 Singles          | 26       |
| España         | España Sencillos              | 2        |
| Irlanda        | Top 50 Singles                | 15       |
| Italia         | FIMI Singles                  | 1        |
| Suecia         | Top 60 Singles                | 12       |
| Suiza          | Top 100 Singles               | 10       |
| Oceanía        |                               |          |
| País           | Lista                         | Posición |
| Nueva Zelanda  | Top 50 Singles                | 1        |
| Australia      | ARIA Top 50 Singles           | 7        |

| Predecesor: «Stronger» de Britney Spears | Singles Sales — Sencillo número uno 3 e febrero de 2001 — 9 de febrero de 2001 | Sucesor: «Stutter» de Joe con Mystikal |

## Presentaciones en vivo

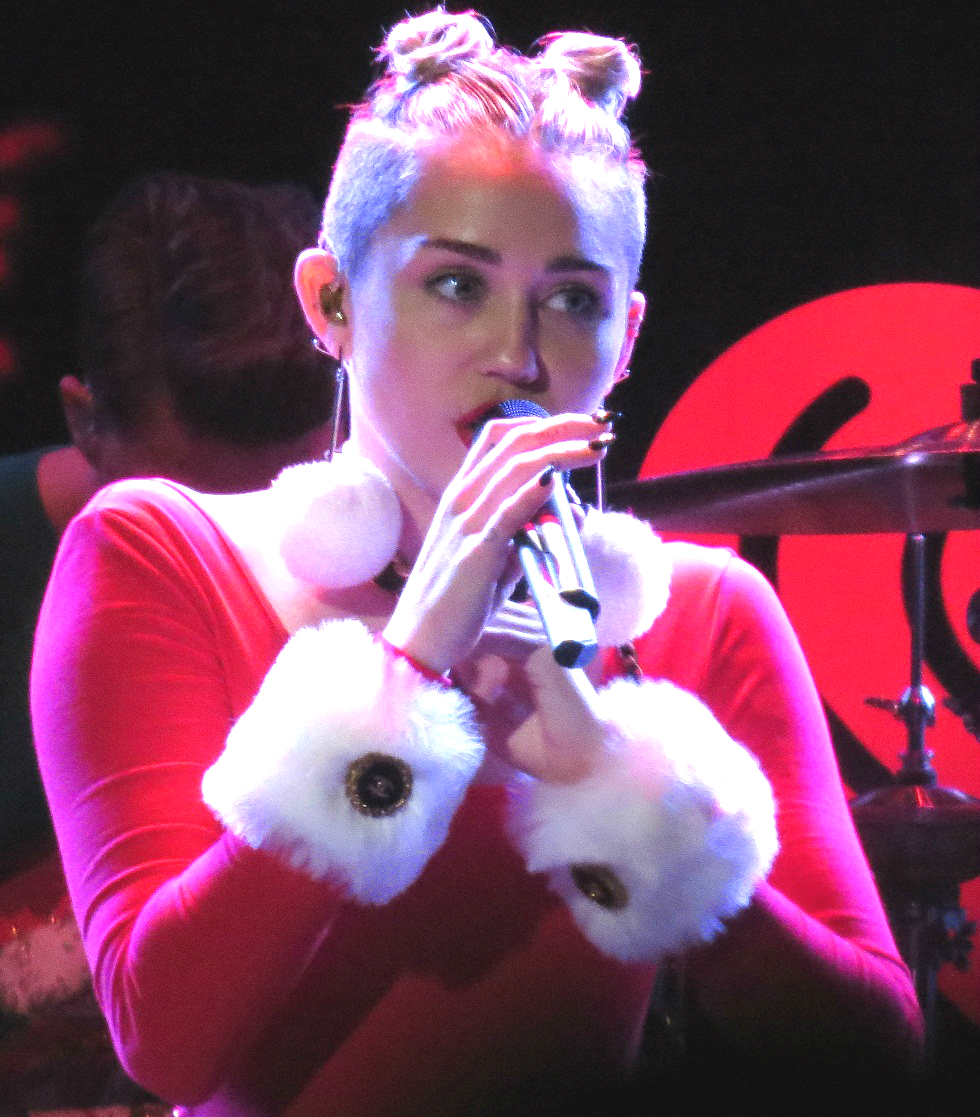
La cantante Miley Cyrus realizó junto a Madonna un popurrí de «Don't Tell Me» y «We Can't Stop», en el concierto acústico de Cyrus, MTV Unplugged.

Madonna presentó en vivo «Don't Tell Me» en varias actuaciones que realizó para promocionar la publicación de sus álbumes Music en 2000 y American Life en 2003, respectivamente. Además del famoso programa de la televisión de Reino Unido llamado Top Of The Pops y el concierto promocional en Brixton Academy. Por último esta canción estuvo incluida en dos de sus giras mundiales:
- Drowned World Tour (2001): «Don't Tell Me» formaba parte del segmento Country/Western de este concierto, luego de «I Deserve It» y seguida de «Human Nature». Madonna comenzaba lentamente la percusión de la canción acompañada de su guitarra acústica, luego de esta introducción el tema tomaba más energía, aparecían sus bailarines y sus dos coristas en el escenario acompañando a Madonna y cerrando la actuación con la misma coreografía en línea del video de la canción.

- Re-Invention World Tour (2004): Para este concierto, Madonna incluyó a «Don't Tell Me» como parte del segmento Acústico/Religioso, luego de «Nothing Fails» y seguida de «Like a Prayer». La canción comienza siendo música de París hasta que se va transformando en la original, la coreografía nuevamente vuelve a ser similar a la del video de la canción.

- MTV Unplugged: Madonna fue la estrella invitada en el especial del MTV Unplugged de la cantante estadounidense Miley Cyrus. Allí, realizó un popurrí de «We Can't Stop» y «Don't Tell Me». Ambas estaban vestidas de vaqueras y Tamar Anitai, editor del sitio MTV, lo calificó como «un momento legendario de la música pop».[5]

### Pie de página
1. ↑  www.madonna-online.ch Información del sencillo Don't Tell Me (En inglés)
2. ↑  Lists :: Best :: Blender Magazine - 500 Greatest Songs From 1980-2005
3. 1 2  Video musical y presentaciones en vivo de Don't Tell Me
4. ↑  www.absolutemadonna.com Archivado el 4 de julio de 2008 en Wayback Machine. Ventas mundiales de Don't Tell Me
5. ↑  Anitai, Tamar (29 de enero de 2014). «Miley Grinds On Madonna, Madonna Grinds Back: Go Behind Their 'Unplugged' Party». MTV (en inglés). MTV Networks (Viacom). Consultado el 30 de enero de 2014.